# Grapus
Grapus war das wichtigste wegweisende französische Grafikerkollektiv des 20. Jahrhunderts und existierte von 1970 bis 1992. Der Einfluss der Gruppe ist noch heute im französischen Kommunikationsdesign deutlich zu erkennen.

## Geschichte
Das Grafikerkollektiv Grapus (Der Name Grapus ist von „crapule stalinienne“ (stalinistischer Abschaum) abgeleitet.) wurde 1970 nach der Studenten- und Arbeiterrevolte im Mai 1968 gegründet. Die Proteste hatten ihren Ursprung in dem Ärger der Studenten, dass das schwerfällige, überholte Universitätssystem, bei einer stark anwachsenden Anzahl von Studenten, das Bildungsniveau nicht mehr länger halten konnte. Des Weiteren war die Revolte auch ein Protest gegen die konservative Nachkriegsgesellschaft unter dem Staatspräsidenten Charles de Gaulle. Den Protesten schlossen sich angeblich bis zu neun Millionen Arbeiter an.
„Unter dem Pflaster — der Strand.“ (Franz.: Sous les pavés, la plage.) – anonymes Graffiti, Paris 1968
Die drei Gründer Pierre Bernard, Gérard Paris-Clavel und François Miehe haben sich 1968 an der Plakatproduktion des Atélier Populaire an der École des Arts Décoratifs beteiligt. Zuvor hatten Bernard und Paris-Clavel auch ein Jahr an der Schule der Schönen Künste Warschau bei dem polnischen Plakatkünstler Henryk Tomaszewski studiert. Alle drei waren Ende der 60er am  kurzlebigen Institut de l'Environnement (rue d'Ulm à Paris) eingeschrieben, bevor sie das Kollektiv gründeten.
Bis in die 1980er Jahre waren sie aktive Mitglieder der PCF, der kommunistischen Partei Frankreichs.
„Ich habe nicht die Geduld, Schönheit um ihrer selbst willen zu bewundern, Virtuosität des Auges oder der Hand. Mir ist ein verrückter Einfall lieber als künstlerische Perfektion. Ich habe versucht, mich anders auszudrücken, vielleicht ist es Kauderwelsch, zusammenhanglose Gedanken in einem unvollendeten, abgebrochenen Satz. Infolgedessen haben meine Zeichnungen einfach oft nichts, was man anschauen kann, nichts “Hübsches”. Es sind Dinge, die dem Auge nicht schmeicheln können; sie sind flüchtig und schwer erfassbar. Das mag erklären, weshalb sich ein Vergleich mit dem Kabarett anbietet.“ – Henryk Tomaszewski
1974  wurden Jean-Paul Bachollet und 1976 der deutsche Alex Jordan, Meisterschüler von Joseph Beuys an der Kunstakademie Düsseldorf, in das Kollektiv fest aufgenommen.  1979 verließ Miehe Grapus und kehrte an die École des Arts Décoratifs als Professor zurück.
Grapus gehörte zu der Minderheit von Grafikern, die bewusst gegen die Verführungsmethoden der Produktwerbung ankämpften.
Erste Erfolge erzielte die Gruppe mit der Visualisierung linker Ideen. Sie entwarfen kulturelle und politische Poster für experimentelle Theatergruppen, progressive Stadträte, für die Kommunistische Partei PCF, die Kommunistische Gewerkschaft CGT, für bildungspolitische Kampagnen und soziale Institutionen.
Das Besondere an dem Studio war zum einen die Praxis einer kaum hierarchisierten Arbeitsteilung, die gemeinsame Signatur und das Engagement für Produktionen (Plakaten, Editionen, Aktionen..…) von sozialer Gemeinnützigkeit. Grapus versuchte, Politik mit Vergnügen zu mixen und gegen die bei den Parteien sehr verbreitete Phrasendrescherei anzukämpfen.
Das idealistische Ziel war, die Kultur zur Politik und die Politik zur Kultur zu bringen, sowie Menschen zur Eigentätigkeit zu animieren.
„Utopien basieren auf dem Gedächtnis der Dinge, die wir noch nicht realisieren konnten“ – Paul Ricœur (frz. Philosoph)
Viele grafische Techniken, die heute selbstverständlich erscheinen, wurden von Grapus erstmals eingesetzt. So druckten sie Fotos bewusst unscharf, setzten gegen alle Sehgewohnheiten Handschriften ein, klebten -so sagt man- das eigene Schamhaar in die gestalterische Komposition, benutzten Fettflecken und sonstige auf den ersten Blick unmögliche Dinge.
Mit den Plakaten erzielten sie Wirkung durch die Verbindung von Collagen und Graffiti und der Technik der Sehunterbrechungen (detournement).
Grapus entwickelte eine ganz eigene Bildsprache, mit anscheinend naiven Handschriften, hellen und leuchtenden Farben, sinnlichen Formen und temperamentvollen Sinneseindrücken. Und sie wollten mit ihren Arbeiten helfen, den öffentlichen Raum und damit auch ein Stück Demokratie zurückzugewinnen.
„Il faut s’approprier le message.“ (Sie müssen sich die Nachricht zu ihrer eigenen machen.) – Grapus
Jeder vom Kunden mitgebrachte Auftrag wurde hinterfragt. Es konnte vorkommen, dass ein Kunde ein Plakat wünschte, Grapus jedoch ein anderes Medium wie z. B. eine Broschüre für sinnvoller hielten und vorschlugen. Das brachte oft Probleme mit den Kunden. Nicht wenige kamen nur einmal...
In den letzten 5 Jahren des Ateliers arbeiteten dort mehr oft als 20 Personen. Das führte zwangsläufig dazu, dass  in drei separaten Units gearbeitet wurde. In 20 Jahren schuf das Studio viele der bekannten grafischen Ikonen dieser Zeit in Frankreich. Beispielsweise das Corporate Design für den Secours Populaire, La Villette, verschiedene Städte oder den Louvre.
Die Krise des Kollektivs begann etwa 1987. Es gab einen Richtungsstreit zwischen Bernard, Paris-Clavel, Alex Jordan und Jean-Paul Bachollet. Während Paris-Clavel die alte Radikalität beibehalten und nicht mehr für staatliche Vorzeige-Institutionen arbeiten wollte, näherte sich Bernard diesen Institutionen, wie dem Louvre an. Er war der Ansicht, dass die grafische Kommunikation auch ein Instrument des sozialen Wandels sein kann, wenn man für die großen staatlichen kulturelle Institutionen arbeitet. Alex Jordan und Jean-Paul Bachollet versuchten vergeblich, zwischen den beiden Extremen zu vermitteln. Dies zeigt sich auch in den Arbeiten der Grapus-Mitglieder nach der Trennung. Während Paris-Clavels Arbeiten zunehmend radikaler wurden, näherten sich Bernards Arbeiten eher denen eines großen, internationalen Designbüros an. Seine Langzeitpraktikanten brachten internationale Einflüsse aus ihren Heimatländern mit. Seit Ende der 1980er Jahre ist – im Gegensatz zu Gerard Paris-Clavel und Alex Jordan – ein starker niederländischer Einfluss in der Gestaltung und Typografie von Pierre Bernard zu erkennen.

## Aufspaltung der Gruppe
- Gérard Paris-Clavel gründete 1989/1990 zusammen mit Vincent Perrottet die Gruppe Les Graphistes Associés (LGA) und war dort bis 1992 aktiv. Er entwarf sehr viele Plakate mit einem starken politischen Bezug. 1989/1990 gründete er ebenfalls mit anderen den Verein Ne Pas Plier.
- Pierre Bernard gründete 1990 mit Fokke Draier und Dirk Behage das Atelier de Création Graphique (ACG).
- Alex Jordan gründete 1990 zusammen mit Ronit Meirovitz und Anette Lenz die Gruppe Nous travaillons ensemble (NTE).
- Er ist auch Mitbegründer des Fotografenkollektifs le bar Floréal-photograpie (1984–2014) und der pluridisziplinären Vereinigung von Künstlern und Wissenschaftlern, La Forge.